# Cofana fuscivenis
Cofana fuscivenis är en insektsart som beskrevs av Ernst Evald Bergroth 1894. Cofana fuscivenis ingår i släktet Cofana och familjen dvärgstritar. Inga underarter finns listade i Catalogue of Life.